# Piotr Masłowski (lekkoatleta)
Piotr Masłowski (ur. 1 lutego 1984) – polski lekkoatleta specjalizujący się w skoku o tyczce.
20 stycznia 2001 w Warszawie podczas halowych mistrzostw Polski juniorów zdobył złoty medal ustanawiając wynikiem 5,06 m aktualny halowy rekord Polski juniorów młodszych.  Latem 2001 zdobył brązowy medal mistrzostw kraju w kategorii seniorów. 

## Rekordy życiowe
- skok o tyczce – 5,10 (2001)
- skok o tyczce (hala) – 5,06 (2001)